# Attila (гурт)
Attila — американський металкор-гурт з Атланти, заснований 2005 року, відомий завдяки своїм незвичним звучанням та швидким партіям вокаліста. Самі учасники називають свій стиль — Party Death Metal. За час існування гурту записали дев'ять студійних альбомів. Виступали на одній сцені з такими гуртами, як Emmure, Chelsea Grin, Oceano та іншими.

## Дискографія
| Рік  | Назва                 | Лейбл             | Позиції в чартах | Позиції в чартах | Позиції в чартах | Позиції в чартах | Позиції в чартах |
| Рік  | Назва                 | Лейбл             | US Top 200       | US Indie         | US Hard Rock     | US Rock          | US Heat          |
| ---- | --------------------- | ----------------- | ---------------- | ---------------- | ---------------- | ---------------- | ---------------- |
| 2007 | Fallacy               | Statik Factory    | —                | —                | —                | —                | —                |
| 2008 | Soundtrack to a Party | Statik Factory    | —                | —                | —                | —                | —                |
| 2010 | Rage                  | Artery            | —                | —                | —                | —                | 15               |
| 2011 | Outlawed              | Artery            | 87               | 7                | 8                | 19               | —                |
| 2013 | About That Life       | Artery            | 22               | 5                | 4                | 5                | —                |
| 2014 | Guilty Pleasure       | Artery            | 54               | —                | —                | —                | —                |
| 2016 | Chaos                 | SharpTone Records | 30               | —                | 2                | 3                | —                |
| 2019 | Villain               | —                 | —                | 7                | 7                | —                | —                |
| 2021 | Closure               | —                 |                  |                  |                  |                  |                  |

## Учасники
| Теперішні учасники - Кріс «Fronz» Фронзак – Вокал (2005–наш час) - Кріс Лінк – Гітара (2008–наш час) - Волтер Адамс – Ритм-гітара (2021–наш час) - Калан «Kal» Блем – Бас-гітара, бек вокал (2012–наш час) - Тайлер Крукмайер – Ударні (2021–наш час) | Колишні учасники - Метт Бут – Гітара (2005—2007) - Кріс Вілсон – Ритм-гітара (2005—2007) - Сем Гелкомб – Бас-гітара (2005—2008) - Пол Оллінджер – Бас-гітара (2008—2010) - Нейт Саламме – Ритм-гітара (2008—2014) - Кріс Комрі– Бас-гітара, бек вокал (2010—2012) - Шон Хінан – Ударні (2005–2017) - Браян МакКлар – Ударні (2017–2020) |